# Catasetum stevensonii
Catasetum stevensonii är en orkidéart som beskrevs av Dodson. Catasetum stevensonii ingår i släktet Catasetum och familjen orkidéer. Inga underarter finns listade i Catalogue of Life.